# Vincenzo Cozzi
Vincenzo Cozzi (* 26. November 1926 in Lauria; † 3. Juli 2013 in Melfi) war ein italienischer Geistlicher und römisch-katholischer Bischof von Melfi-Rapolla-Venosa.

## Leben
Vincenzo Cozzi empfing am 18. Juni 1950 die Priesterweihe. Er war von 1969 bis 1981 Regens des Seminars in Policastro Bussentino und Pfarrer in Lagonegro. Er war Generalvikar des Bistums Tursi-Lagonegro.
Papst Johannes Paul II. ernannte ihn am 12. September 1981 zum Bischof von Melfi-Rapolla. Der Kardinalpräfekt der Kongregation für die Bischöfe, Sebastiano Baggio, spendete ihm am 25. Oktober  desselben Jahres die Bischofsweihe; Mitkonsekratoren waren Vincenzo Franco, Erzbischof von Otranto, und Gerardo Pierro, Bischof von Tursi-Lagonegro. 
Am 24. Mai 2002 nahm Papst Johannes Paul II. seinen altersbedingten Rücktritt an.